# Gondi
El gondi és la llengua dels gonds de l'Índia central.
La major part dels gonds parlen l'hindi o anglès però molts conserven la seva llengua el gondi, llunyanament emparentada a les llengües dravídiques com el tàmil i el kanara però la proximitat amb el telugu és quasi inexistent tot i ser també una llengua dravídica. El gondi no té literatura ni caràcters propis. El parlen uns dos milions de persones dels més de quatre milions de gonds. L'ensenyament en gondi és molt limitat i únicament s'han fet alguns progressos a Andhra Pradesh.
Els Evangelis foren el primer llibre traduït al gondi i després es van publicar algunes gramàtiques.